# Mulki
Mulki is een panchayatdorp in het district Dakshina Kannada van de Indiase staat Karnataka. 

## Demografie
Volgens de Indiase volkstelling van 2001 wonen er 16.398 mensen in Mulki, waarvan 48% mannelijk en 52% vrouwelijk is. De plaats heeft een alfabetiseringsgraad van 77%. 

## Bekende inwoners van Mulki

### Geboren
- Suniel Shetty (1961), acteur